# Cuộc thi Olympic truyền thống 30 tháng 4
Cuộc thi Olympic truyền thống 30 tháng 4 là một cuộc thi học sinh giỏi hàng năm dành cho học sinh khối 10 và 11 của khu vực phía Nam. Cuộc thi này do trường THPT Chuyên Lê Hồng Phong sáng lập và được tổ chức lần đầu tiên vào năm 1995.

## Địa điểm tổ chức kỳ thi
Trong 29 lần tổ chức từ 1995 đến 2025 thì có 23 lần tổ chức tại trường Trung học phổ thông chuyên Lê Hồng Phong, Thành phố Hồ Chí Minh, 1 lần tại trường Quốc học Huế năm 2007, 2 lần tại trường THPT chuyên Lê Quý Đôn, Đà Nẵng vào năm 1999 và 2006, 1 lần tại trường Trung học phổ thông chuyên Lý Tự Trọng, Cần Thơ năm 2011, 2 lần tại trường Trung học phổ thông Chuyên Lê Quý Đôn, Vũng Tàu năm 2012 và 2024.
Kỳ thi lần thứ 19 tới 27 đều tổ chức tại trường THPT chuyên Lê Hồng Phong.
Các kỳ thi lần thứ 26 và 27 là kì thi đặc biệt, diễn ra trong vòng 2 năm. Dưới ảnh hưởng của đại dịch COVID-19, cuộc thi lần thứ 26 (năm 2020) đã bị hủy để đảm bảo an toàn phòng dịch và được dời sang tổ chức vào năm 2021. Cuộc thi lần thứ 27 (năm 2022) cũng đã bị hủy và được dời sang tổ chức vào năm 2023 vì lí do trên. Như vậy 28 năm từ khi bắt đầu tổ chức, có 2 năm cuộc thi không được diễn ra. Các học sinh thuộc khoá sinh năm 2003, 2004, 2005 và 2006 cũng là 4 khoá đặc biệt khi chỉ có tối đa 1 cơ hội được tham dự cuộc thi.

## Quy cách thi
Kể từ năm 2025 (lần thứ 21), cuộc thi được chia thành hai bảng riêng biệt: một bảng dành cho học sinh không chuyên của các trường trong TP.HCM (được gọi là kỳ thi Olympic Tháng Tư Thành phố Hồ Chí Minh), một bảng dành cho học sinh chuyên ở các trường ở TP HCM, Miền Nam, Miền Trung và Tây Nguyên (giữ nguyên tên gọi Cuộc thi Olympic truyền thống 30 tháng 4).
Cuộc thi gồm có 10 môn: Toán, Văn, Tiếng Anh, Lý, Hóa, Sinh, Sử, Địa, Tin và Tiếng Pháp.
Mỗi trường chỉ được cử tối đa 3 học sinh thuộc trường tham gia thi mỗi môn mỗi khối. Như vậy, mỗi trường có thể tham dự tối đa là 60 học sinh (30 học sinh lớp 10 và 30 học sinh lớp 11).
Trước đây, hội đồng ra đề gồm có ba người cho mỗi môn ở mỗi lớp. Ba thành viên của hội đồng này sẽ do các giáo viên phụ trách bộ môn đó của tất cả các trường tham gia thi chọn ra vào mỗi năm. Do đó, có tổng cộng 60 người thuộc hội đồng ra đề và được thay đổi mỗi năm nhờ hình thức chọn lựa ngẫu nhiên.
Kể từ năm 2019, hội đồng ra đề sẽ gồm các chuyên gia ở các bộ môn được trường chủ nhà mời về tham gia nhằm đảm bảo tính công bằng cho kỳ thi.
Hội đồng chấm thi của mỗi môn có số thành viên không nhất định. Con số này phụ thuộc vào lượng học sinh tham gia dự thi môn đó và thay đổi theo các năm. Các thành viên này cũng do hội đồng giáo viên phụ trách bộ môn đó chọn ra.

## Giải thưởng

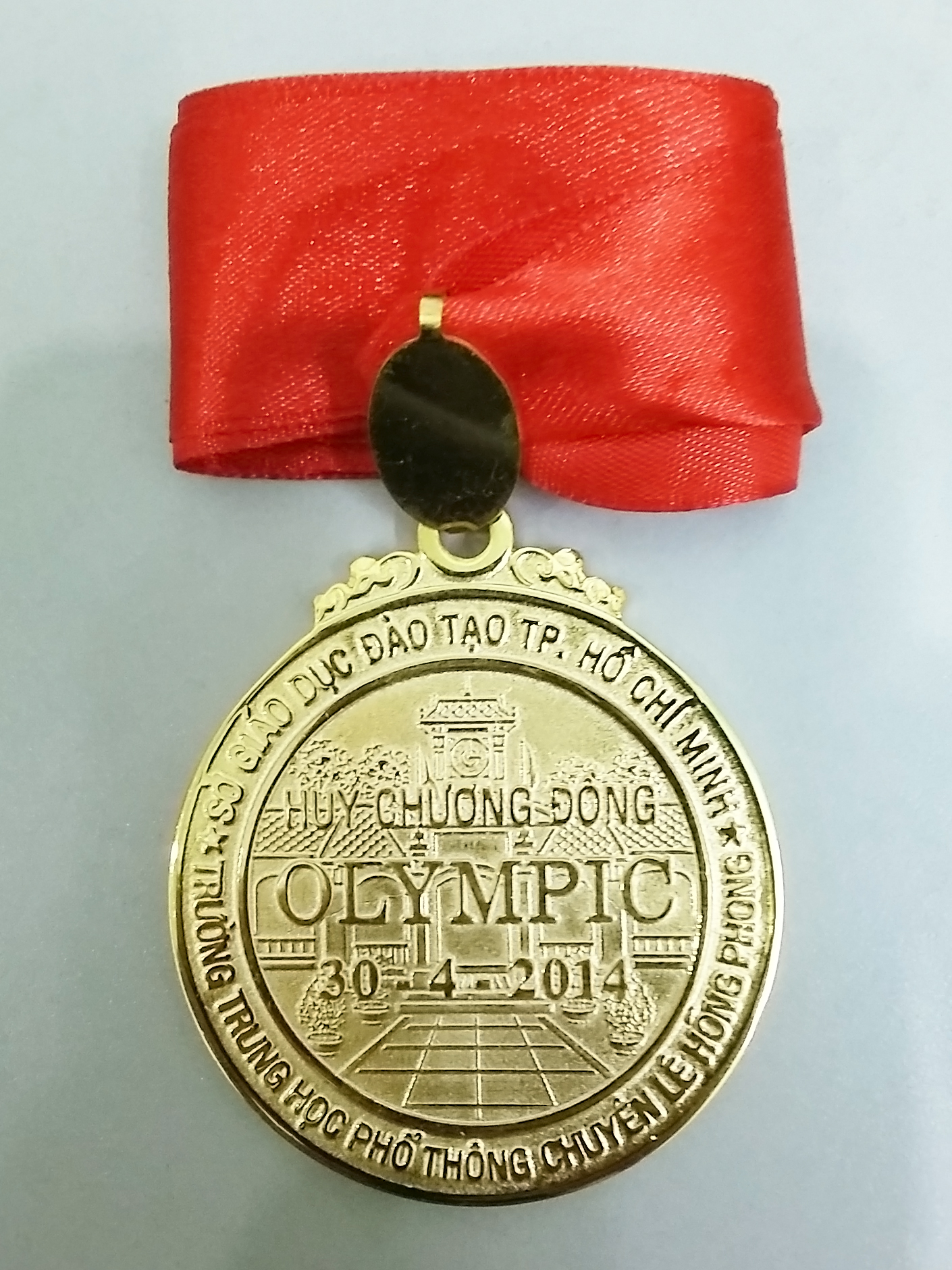
Mặt trước huy chương đồng kì thi Olympic 30/4 lần thứ 20, tại lần thi này và nhiều lần trước, cả ba loại huy chương vàng, bạc, đồng đều có chung màu vàng, chỉ khác tên. Từ lần thứ 21 trở đi đã có sự thay đổi phù hợp hơn, phủ màu riêng cho mỗi loại huy chương.

### Giải thưởng chính
Có ba loại huy chương: vàng, bạc và đồng.
Đối với bảng chuyên, từ cuộc thi lần thứ 20 đến lần thứ 22 tỷ lệ này là 15%, 20%, 20%. Từ lần thứ 23 (năm 2017) tỉ lệ này được tăng lên tới 20%, 25%, 26% theo kiến nghị của BTC lần thứ 22 nhằm giảm áp lực đối với học sinh (vì học sinh tham dự chủ yếu là các học sinh khối chuyên).
Ví dụ: có 100 học sinh lớp 10 tham gia thi môn Sinh, thì 20 học sinh cao điểm nhất sẽ có huy chương vàng, 25 học sinh huy chương bạc và 25 học sinh huy chương đồng.
Riêng bảng không chuyên thì tỉ lệ 15%, 20%, 20% được giữ nguyên.

### Giải thưởng phụ
- Tổng điểm của 3 học sinh mỗi môn mỗi khối lớp cao nhất: Đại diện trường lên nhận giải thưởng là cờ nhất đồng đội.
- Học sinh có điểm cao nhất môn trên mỗi khối: Học sinh lên nhận giải thưởng này. Phần thưởng thường là cặp, sách, 1 học bổng và có thể có thêm tiền thưởng. Quy mô giải thưởng phụ thuộc vào nhà tài trợ mỗi năm.

BTC chỉ tiến hành trao giải phụ và trao huy chương vàng còn huy chương bạc và huy chương đồng đại diện trường gặp ban tổ chức nhận và tự tổ chức trao cho học sinh.